# 腾冲南星
腾冲南星（学名：Arisaema tengtsungense）为天南星科天南星属的植物，为中国的特有植物。分布在中国大陆的云南腾冲等地，生长于海拔2,600米的地区，目前尚未有人工引种栽培。